# ネコっかわいがり! 〜クレインイヌネコ病院診療中〜
『ネコっかわいがり！ 〜クレインイヌネコ病院診療中〜』（ネコっかわいがり クレインイヌネコびょういんしんりょうちゅう）は、2006年2月24日に13cmから発売されたアダルトゲームである。

## 内容
獣耳の人々が存在する世界のイヌネコ病院を舞台に、発情期のネコミミ娘をエッチで癒すイヌミミの男性を主人公にしたアダルトゲーム。
前半の内容はほのぼのとしているが、後半から展開されるトゥルーストーリーは陰鬱な内容になっている。

## ストーリー
舞台は郊外の小さな診療所。イヌミミとネコミミが当たり前に存在する世界の中で、このイヌネコ診療所での時間は、ゆるやかに過ぎていた。主人公のジャックはこの診療所で院長のクレイン先生に患者兼助手としてこき使われているイヌミミで、忙しいながらも楽しい毎日をすごしていたが、診療所で唯一の男性であるジャックには、ある重大な役目が課されていた。ジャックは患者と性行為を行い、「発情」によって生じる患者の定期的な不調を治さなければならなかった。
トゥルーストーリー
ある日から、ペットであるイヌ、ネコが不審死を遂げるようになる。新種の感染症とされ、人類は犬猫を救おうと奮闘するが惨敗し、イヌ・ネコは地球上から絶滅した。やがて、ウイルスは突然変異を起こし、人間に感染するようになってしまう。人間の獣化（女性はネコミミに、男性はイヌミミになる）、理性の消失、死を引き起こすこの病は、人種的独自性及び才知覚消失症候群 (DOTES) と呼ばれた。DOTESを研究していたウイルス研究者、ノーマ・クレインは病原体を被験者の脳に移植して培養することによってワクチンを作る手法を発見したが、その被験者になることは死を意味した。

## キャラクター
ジャック
主人公。大型犬で、身長190cmを超える巨漢だが、見た目とは正反対に性格は温和である。診療所に来るまでの記憶を失っている。なぜ自分が診療所にいるのか分からないが、恩返しのためにクレイン先生の手伝いをしている。
クレイン先生
声：森川陽子
診療所の所長。身長は140cmと小柄ではあるものの、実年齢は不明。素っ気ない性格だが、医療の腕は確かである。
フェイ
声：杏露花梨
シャム猫。診療所の患者。情緒不安定の気があり、ハイな時とローの時の感情の落差が大きい。ツンデレ。
ノーマ
声：涼森ちさと
ペルシャ猫。診療所の一番古い患者。朝に弱く、いつも起きているのか寝ているのかわからないようなのんびりとした生活をしている。意外と読書家であり、知性派な一面を見せる。ウミとナミを寵愛する。
ウミ、ナミ
声：あさり☆
双子の姉妹の三毛猫。見た目も性格もそっくりで区別がつかない（しっぽの色が違う）。とても活動的でいたずら好きな子猫であり、いつも診療所のメンバーを困らせている。

### トゥルーストーリー
伊勢谷 優作
主人公。元々はノーマの助手としてウイルスを研究していたが、DOTESワクチン被験者の適性があることが判明し、志願する。そのときに記憶を失い、当時恋人であったアリスにDOTESで死亡した愛犬「ジャック」の名で呼ばれていた。
アリス・クレイン
声：森川陽子
ノーマの妹。姉の研究を引き継ぎ、DOTESの研究に当たっている。
フェイ・マクリントック
声：杏露花梨
DOTESワクチン被験者。弟がいたが、DOTESにより死亡している。
ノーマ・クレイン
声：涼森ちさと
ウイルス研究者。学会から疎まれながらもウイルスを研究していたが、ある日事故によりDOTESに感染してしまう。
浅生 海、浅生 波
声：あさり☆
双子の姉妹。過去に暴徒と化した感染者からDOTESに感染してしまった。父親の浅生教授はノーマの恩師に当たる。

## スタッフ
- 原画
  - 戌角柾[2]、なつめえり[2]
- シナリオ
  - うつろあくた[2]、西空康誠、M.Iwacock
- BGM
  - U-ma
- OPテーマ「dote up a cat!」[4]
  - 作曲・編曲:33rpm
  - 作詞:うつろあくた
  - 歌:Rita
- EDテーマ「Sweet Outbreak」
  - 作曲:33rpm
  - 作詞:元長柾木
  - 歌:Rita

## 批評
洋泉社が発行した『アニソンマガジン』のゲームソングレビュー集のなかでライターの坂本寛は、英語の詞によって構成される主題歌「dote up a cat!」を歌うヴォーカルを「ウィスパー系で舌っ足らずなロリータボイス」と形容し「かわいらしい事この上ない」と述べ、Ritaによる楽曲としては「もっと評価されるべき」作品と称賛した。

## 関連商品

### カードゲーム
Lycee
シルバーブリッツのカードゲーム、Lyceeに参戦している。収録エキスパンションは、VisualArt's4.0など。

### What a Wonderful World
『WHAT A WONDERFUL WORLD』は、2006年8月のコミックマーケット71で頒布された、シナリオ担当者自らの手による同人誌である。Trueエンドの「その後」が描かれた、本作の真の完結編となる。
同人誌という特殊な形態での発表だったためユーザーによっては閲覧が非常に困難だった。しかし、製作側の配慮により現在「WebEdition」として内容がWeb上で無料公開されている。
また、『WHAT A WONDERFUL WORLD』のさらに後を描いた『Souvenir』がコミックマーケット78で無料配布された小冊子に掲載された。現在は『WHAT A WONDERFUL WORLD』と共にpixivに投稿されたものを閲覧できる。